# الدوري الباراغواياني لكرة القدم 2018
الدوري الباراغواياني لكرة القدم 2018 (بالإسبانية: Torneo Apertura 2018) هو الموسم 108 من الدوري الباراغواياني لكرة القدم. كان عدد الأندية المشاركة فيه 12، وفاز فيه أوليمبيا أسونسيون.